# Megalocnus
Megalocnus ist ein ausgestorbenes Faultier aus der Überfamilie der Megalocnoidea. Die Gattung lebte während des Pleistozän und Holozän auf den Karibischen Inseln und starb erst vor etwa 6000 Jahren aus. Die größte Art Megalocnus rodens aus Kuba war zugleich das größte karibische Bodenfaultier und erreichte vermutlich ein Körpergewicht von etwa 200 kg. Die letzten Funde dieser Art werden auf ein Alter von etwa 6000 Radiokohlenstoffjahren datiert. Eine weitere Art der Gattung ist Megalocnus zile aus dem Quartär von Hispaniola.